# 신라면세점
신라면세점(新羅免稅店, 영어: The Shilla Duty Free)은 대한민국의 면세점이다. 신라면세점은 호텔신라가 운영기관으로, 서울 장충동의 위치한 서울점의 오픈 이후 제주점, 인천공항점 등 대한민국에서 3개 점포를 지점으로 두고 있다. 

## 지점

### 대한민국
- 신라면세점 서울점

1986년 7월 2일 개점하였다. 서울신라호텔 부근 별도 건물에 위치해 있다.
- 신라면세점 제주점

1989년 8월 25일 개점하였다. 건물 지상1층에 있다.
- 신라면세점 인천공항점

2008년 3월 1일 인천공항 면세점 2기 사업자에 선정되어 인천국제공항 여객터미널에 개점하였으며 화장품/향수, 패션 잡화 매장을 운영하였고 2015년 9월 1일 3기 사업자에 선정되어 화장품/향수, 주류/담배, 패션 잡화 매장을 운영하고 있다. 2018년 1월 18일 인천국제공항 제2여객터미널에 화장품/향수 매장을 개점하였다.
- 신라면세점 제주공항점

2018년 6월 1일 개점하였다. 제주국제공항 국제선터미널에 있다.
- 신라면세점 김포공항점

2011년 5월 13일 김포국제공항 국제선 청사 3층 출국장에 개점하여 화장품/향수 매장을 운영하였으나 호텔롯데가 새 사업자로 선정되어 2016년 8월 12일 폐점하였고, 2019년 1월 9일에 재개점하였다.

### 해외
- 신라면세점 창이공항점

2013년 1월 싱가포르 창이국제공항에 개점하였다.
- 신라면세점 마카오공항점

2014년 11월 7일 홍콩 면세사업자 스카이커넥션과 합작하여 마카오국제공항에 개점하였다.
- 신라면세점 푸껫점

2016년 11월 20일 태국 푸껫 시내에 지상 2층 규모로 개점하였다.

## 과거 운영 지점
- 신라면세점 청주공항점

2010년 7월 1일 청주국제공항 출국장에 개점하였으나 시티플러스가 새 사업자로 선정되어 2014년 6월 30일 폐점하였다.
- 신라면세점 대구공항점

2010년 9월 대구국제공항 출국장에 개점하였으나 그랜드관광호텔이 새 사업자로 선정되어 2015년 9월 폐점하였다.